# Estado Zheng
Zheng (chino tradicional: 鄭, Wade-Giles: Chêng4; chino antiguo,  *[d]reng-s) fue una ciudad-estado de la Dinastía Zhou situada en el medio de China antigua, en lo que actualmente es la Provincia de Henan.

## Fundación
Zheng fue fundado en 806 a. C. cuando el Rey Xuan de Zhou nombró a Ji You, su hermano, Duque de Zheng. Ji You estableció lo que sería el último bastión de Zhou Occidental, al pasar de ser primer ministro a ser el Rey You de Zhou. Luego, sintiendo que la dinastía Zhou Occidental estaba en declive, trasladó su propiedad, sus familiares y comerciantes hacia el este. Fue asesinado durante una invasión bárbara y póstumamente fue conocido como Duque Huan de Zheng. Fue sucedido por su hijo, el duque Wu.
El Duque Wu de Zheng ayudó a contener la invasión del Rey Ping de Zhou y a restablecer el Ducado de Zheng. Anexó los estados de Guo Oriental y Kuai y fundó lo que en la actualidad es Xinzheng, en Henan.

## Período de Primaveras y Otoños

Zheng antes de la conquista de Sichuan,, en el Período de las Primaveras y los Otoños.

El estado de Zheng fue uno de los más fuertes a comienzos del Período de Primaveras y Otoños. Zheng fue el primer estado de la dinastía Zhou en anexarse a otro estado, Xi, en 712 a. C. Durante el Período de Primaveras y Otoños, Zheng fue uno de los estados más ricos, dependía de su ubicación central para el comercio interestatal y poseía el mayor número de comerciantes de todos los estados. Zheng utilizó a menudo su riqueza, a través del soborno, para salir de situaciones difíciles. También proporcionó varios hombres de estado, siendo Zi Chan el más famoso de todos ellos. En las etapas posteriores del período, Zheng no tuvo más espacio para expandirse, puesto que, debido a su ubicación central, quedó rodeado en todos sus lados por grandes estados.
Durante las etapas posteriores del Período de Primaveras y Otoños, su territorio se convirtió en un punto de interés central en la rivalidad de estados más poderosos. Zheng se vio obligado a cambiar frecuentemente sus alianzas diplomáticas. Se había convertido en un foco de discordia entre Chu y Qi, y luego entre Chu y Jin. Aunque Zheng todavía se mantenía fuerte y derrotó a una alianza combinada de Jin, Song, Chen y Wei por sí mismo en 607 a. C., a partir de entonces se vio obligado a asumir un papel menor.
El primer ministro de Zheng, Zi Chan (543-522), se hizo ampliamente conocido como un estadista líder entre los estados rivales de la época. Zichan era nieto del duque Mu. Zheng también fue ampliamente reconocido como el primer estado de China en tener un código civil, publicado en bronce en el año 536 a. C. 
Finalmente, Zheng entró en decadencia debido a los desórdenes derivados de los conflictos entre sus clanes en pugna, hasta que acabó por ser anexado por el estado de Han en 375 a. C.